# عواصم (روستا)
 عواصم  (در عربی:  العَواصم  )
نام روستایی است در دهستان العَوْد از توابع استان مَحویت در کشور یمن در شبه جزیره عربستان.

## جمعیت
جمعیت آن ( 119 ) نفر (11 خانوار) می‌باشد.